# Urotrygon nana
Urotrygon nana är en rockeart som beskrevs av Miyake och McEachran 1988. Urotrygon nana ingår i släktet Urotrygon och familjen Urotrygonidae. IUCN kategoriserar arten globalt som otillräckligt studerad. Inga underarter finns listade i Catalogue of Life.